# Hockey
Hockey is een balsport voor teams van de hockeyfamilie. Het belangrijkste attribuut van de hockeyer is de hockeystick, die wordt gebruikt om de bal te hanteren. Een hockeyteam scoort punten door de bal in het doel van de tegenpartij te spelen. Het team met de meeste punten wint de wedstrijd. Het wordt in de buitenlucht op een veld gespeeld – van oudsher een grasveld, tegenwoordig vaak een veld met kunstgras.
Een binnenvariant van hockey is zaalhockey. Hockey gebeurt in de herfst, zomer en lente, zaalhockey wordt eerder in het winterseizoen gespeeld.

## Het spel

### De stick
De stick wordt gebruikt om de bal te hanteren. De stick heeft een bolle kant en een platte kant en is vervaardigd uit hout en/of kunststof (glasfiber, polyfiber, aramide of carbon). De stick moet door een ring met een binnendiameter van 5,10 cm gehaald kunnen worden. De kromming in de stick, aantrekkelijk voor het zogenaamde slepen, is ook aan restricties gebonden. Sinds 1 september 2006 is de maximaal toegestane kromming 25 mm. De kromming is de afwijking die de stick in lengterichting mag hebben. Over de vorm van de haak of de krul is niet veel vastgelegd in de reglementen. De haak is in de loop der tijd veranderd van een (afgeronde) L-vorm, naar een kwart cirkel, vervolgens naar een halve cirkel en benadert anno 2010 de U-vorm. De omhoog komende poot van de U mag, gemeten vanaf het grondvlak niet meer dan 10 cm zijn.
Met de stick kan men de bal op verschillende manieren hanteren:
- Slaan, men haalt uit met de stick en slaat de bal. Hiermee wordt de bal met hoge snelheid maar lage nauwkeurigheid gespeeld; in praktijk vooral nuttig bij het overbruggen van grote afstanden of een schot op het doel. Naast de onnauwkeurigheid zijn nadelen van een slag dat deze sneller gevaar oplevert (vooral op hobbelig natuurgras waar de bal onbedoeld omhoog kan komen), dat dit bij temperaturen onder nul zeer pijnlijk voor de handen is, en dat tijdens de uithaal de bal makkelijk door een tegenstander afgepakt kan worden.
- Slepen, hierbij wordt de bal snel en krachtig richting het doel "gesleept" met de stick, in plaats van geslagen. De bal krijgt hiermee een hoge snelheid maar meer nauwkeurigheid. Het kan gezien worden als compromis tussen slaan en pushen,
- Pushen, de bal wordt met de stick weggeduwd. Dit resulteert in een relatief lage snelheid maar hoge nauwkeurigheid. Het voornaamste risico is dat een gepushte bal relatief makkelijk onderschept kan worden.
- Flick en scoop, verwante technieken waarmee de bal met nauwkeurigheid door de lucht wordt gespeeld door deze met de stick omhoog te "scheppen" of "duwen". Men spreekt ook wel van "hoog pushen".
- Drijven, de bal met de stick al rennende vooruit duwen. Hieraan is een risico verbonden dat tegenstanders de speler kunnen insluiten en de bal kunnen afpakken, men kan dit voorkomen door de bal af te spelen of via technieken. Wanneer men over langere afstand met behulp van deze technieken tegenstanders weet te ontwijken, spreekt men van "pingelen".
- Om de bal duelleren met andere spelers, of een geslagen, gesleepte, geflickte, gescoopte of gepushte bal onderscheppen, tegenhouden, of van koers doen wijzigen.

Uiteraard mag dit geen gevaar opleveren, wat kan leiden tot een overtreding wegens "gevaarljk spel". Vooral bij een slag bestaat dit risico vanwege de lage nauwkeurigheid en hoge snelheid van de bal. Een typisch voorbeeld is de bal door de stick schuin te houden in de lucht te slaan. Andere voorbeelden zijn lange uithalen en het zogenaamde "snijden" dat behalve naar een hoge slag ook verwijst naar het met kracht en op gevaarlijke wijze blokkeren van de stick van de tegenstander.
Omdat de stick conform de reglementen altijd de bolle kant rechts heeft en de platte kant links, is deze alleen rechtshandig te gebruiken. Linkshandige sticks zijn niet toegestaan.

### De bal
Een hockeybal weegt tussen de 156 gram en 163 gram en heeft een omtrek tussen 22,4 en 23,5 cm  De buitenkant van de bal is meestal glad, maar een naad of kleine putjes zijn toegestaan (dimple bal). Deze ballen worden vaak gebruikt bij hockey op een waterveld omdat deze ballen sneller rollen en minder stuiteren.

### Spelers en keeper
Het spel wordt gespeeld door twee teams van elk 11 spelers waaronder één doelverdediger of keeper en tien veldspelers. Daarnaast zijn maximaal vijf reservespelers toegestaan. Sinds de invoering van de interchange-regel, na de Olympische Spelen van Barcelona in 1992 ingevoerd, is het mogelijk om continu door te wisselen.
De 10 veldspelers moeten scheenbeschermers dragen en een stick in hun handen hebben. Een gebitsbeschermer is in Nederland verplicht (sinds 1 augustus 2015).

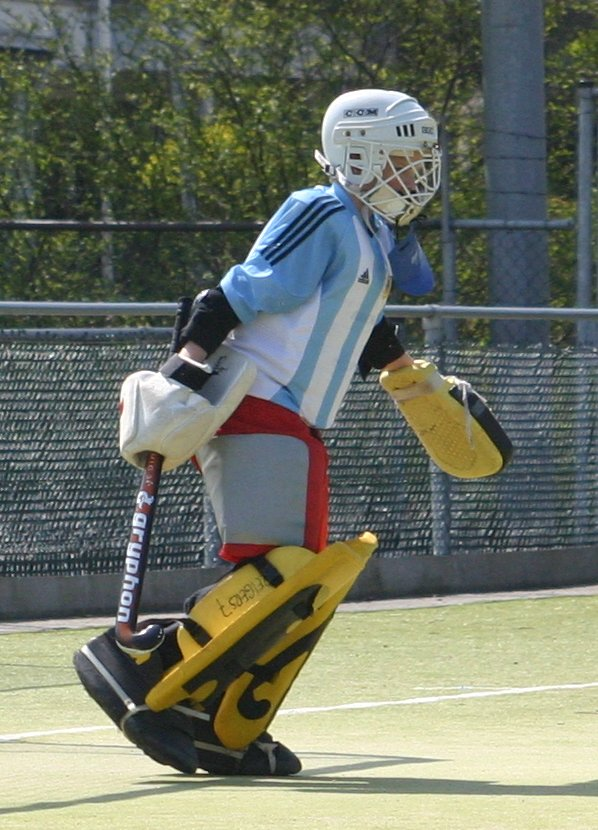
Een keeper in vol ornaat

De keeper mag een volledige uitrusting dragen (zoals klompen (voeten), legguards (schenen), een keepersbroek, een toque een bodyprotector, handschoenen, elleboogbeschermers en een helm). Deze bescherming is, met uitzondering van de helm, niet verplicht. De keeper moet een shirt van afwijkende kleur dragen. De keeper mag niet over de 23-meterlijn komen behalve voor het nemen van een strafbal. Bij het nemen van een strafbal mag de keeper de helm wel afzetten.
De keeper mag de bal binnen de cirkel spelen met elk deel van zijn lichaam of met zijn stick. Buiten de cirkel mag dat alleen met zijn stick.
De vliegende keeper is sinds 1 januari 2019 niet meer toegestaan, een keeper mag wel worden gewisseld voor een veldspeler.

### Het veld

Schematisch bovenaanzicht van een hockeyveld

Vroeger werd hockey gespeeld op natuurgras. Tegenwoordig wordt hockey vrijwel uitsluitend gespeeld op kunstgras, nog zeer zelden wordt een wedstrijd in Nederland op natuurgras gespeeld. JHC Stix uit Joure was in 2016 de laatste club waar nog louter op natuurlijk gras werd gespeeld.  In Nederland lagen de eerste kunstgrasvelden op HC Rotterdam (1975) en Kampong (1976). Sinds de tweede helft van de jaren '70 zijn kunstgrasvelden algemeen geworden. Eerst was dat veelal met zand ingestrooid kunstgras en dit werd in de jaren '90 geleidelijk opgevolgd door het waterveld en het semi-waterveld (een goedkopere vorm van een waterveld). De bal rolt sneller op kunstgras en nog weer sneller op een waterveld. Een zandveld is door de lagere onderhoudskosten en doordat het vaker kan worden bespeeld goedkoper dan een grasveld. Een waterveld is wel kostbaarder in onderhoud en gebruik dan bij een zandingestrooid veld.
Kort gezegd wordt hockey in de lage landen gespeeld op de volgende ondergronden:
- kunstgras (zandingestrooid)
- waterveld
- semi-waterveld (tussenvorm water- en kunstgrasveld)
- natuurgras

Er is een verschil tussen het veld en het speelveld.
1. Speelveld: dat gedeelte van het veld, dat binnen de zijlijnen en de achterlijnen ligt, inclusief de lijnen zelf.
2. Veld: alles binnen de veldafrastering (het hek), inclusief de dug-outs en (uiteraard) het speelveld.

Het speelveld is rechthoekig, 91,4 meter lang en 55 meter breed. De grenzen zijn afgebakend met lijnen die 7,5 cm breed zijn. De lange lijnen heten zijlijnen en de korte lijnen achterlijnen. Het stuk tussen de doelpalen wordt doellijn genoemd. Op het speelveld zijn een middenlijn en twee 23-meter-lijnen aangebracht. Voor het midden van elk doel, op 6,4 meter afstand, bevindt zich een stip met een diameter van 15 centimeter. Hier wordt de strafbal genomen. De doelen zijn 3,66 m breed en 2,14 m hoog. Ze zijn voorzien van een net. De achterkant en zijkanten zijn voorzien van een gesloten schot van 0,46 m hoog.
Om het doel is een halve cirkel, die uit twee kwartcirkels bestaan met een straal van 14,63 meter en een recht stuk (voor het doel) van 3,66 meter. De speler mag alleen scoren als hij de bal binnen die halve cirkel raakt; een geheugensteuntje is de ABCD-regel: het is pas een doelpunt als de aanvaller de bal in de cirkel heeft aangeraakt en de bal in zijn geheel over de doellijn is gegaan.

### De wedstrijd

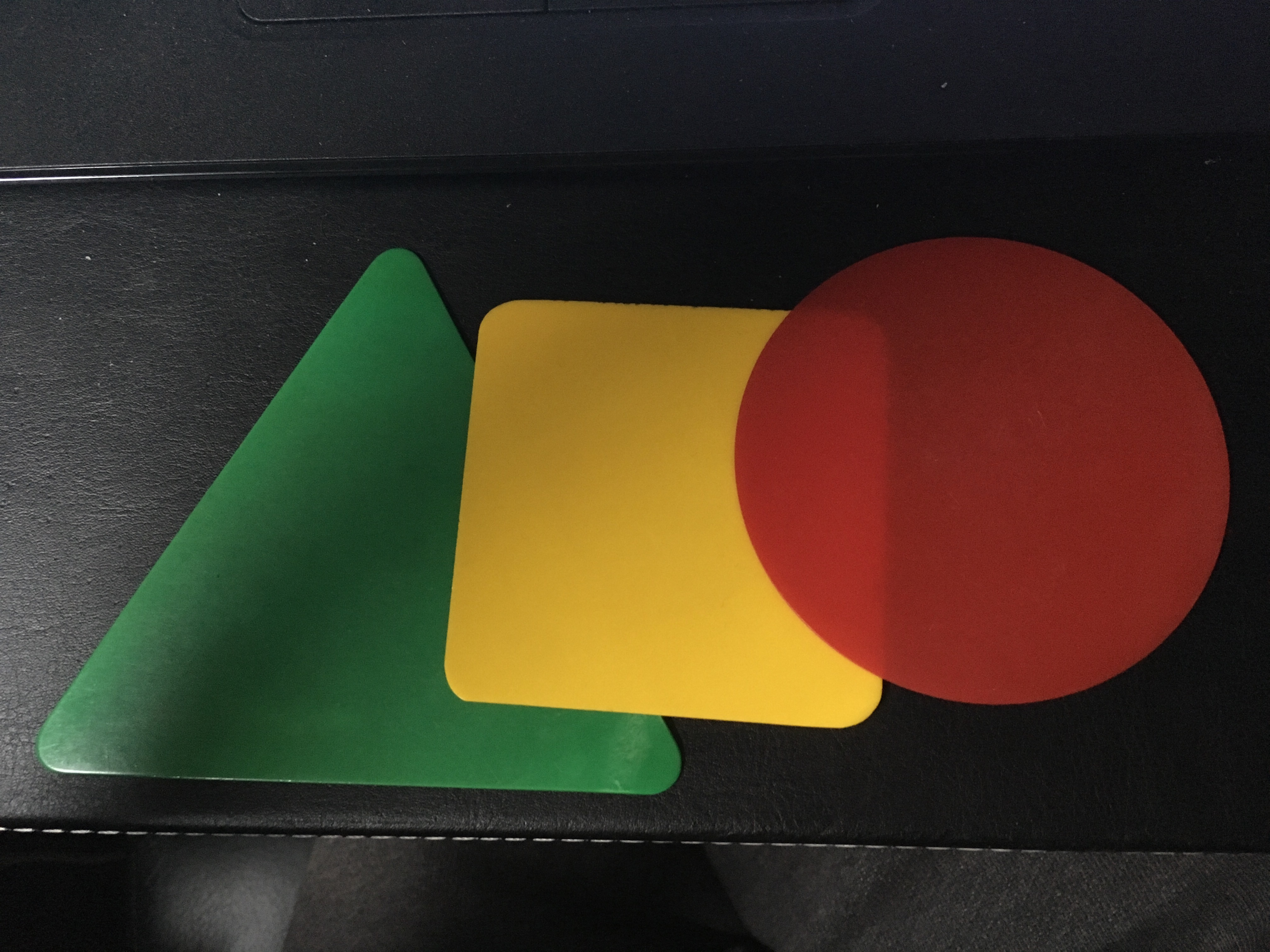
De groene, gele en rode kaart

Alle hockeywedstrijden vanaf de D-jeugd (vanaf 10 jaar) duren vier keer 17,5 minuten. Vanaf september 2014 duren op de grote internationale toernooien wedstrijden vier keer 15 minuten. De eerste en derde pauze duren dan twee minuten, de tweede pauze blijft tien minuten. Na een doelpunt en het toekennen van een strafcorner volgt een time-out van 40 seconden. Uiteindelijk zal deze tijdsindeling algemeen worden ingevoerd.
Er wordt begonnen met een beginslag vanaf de middellijn aan het begin van de wedstrijd, na de rust en na een doelpunt. Een wedstrijd wordt geleid door twee scheidsrechters. Elke scheidsrechter is primair verantwoordelijk voor één helft van het speelveld, maar zij mogen beiden fluiten voor overtredingen gemaakt in het hele veld, behalve voor overtredingen die gemaakt zijn in de cirkel die de verantwoordelijkheid is van de andere collega. De scheidsrechters fluiten als team en helpen elkaar zo veel mogelijk door aan te geven wie de vrije bal moet krijgen. Met ingang van het seizoen 2009/10 mogen spelers een vrije bal ook op zichzelf spelen; de bal hoeft dus niet per se eerst naar een medespeler. Het hockey kent sinds 1996 geen buitenspelregel meer. Scheidsrechters kunnen bij overtredingen groene, gele of rode kaarten geven. In België bestaat er ook een blauwe kaart die gegeven wordt bij een uitzonderlijk en opmerkelijk gebaar van respect en/of fair play.

### De strafcorner en de strafbal

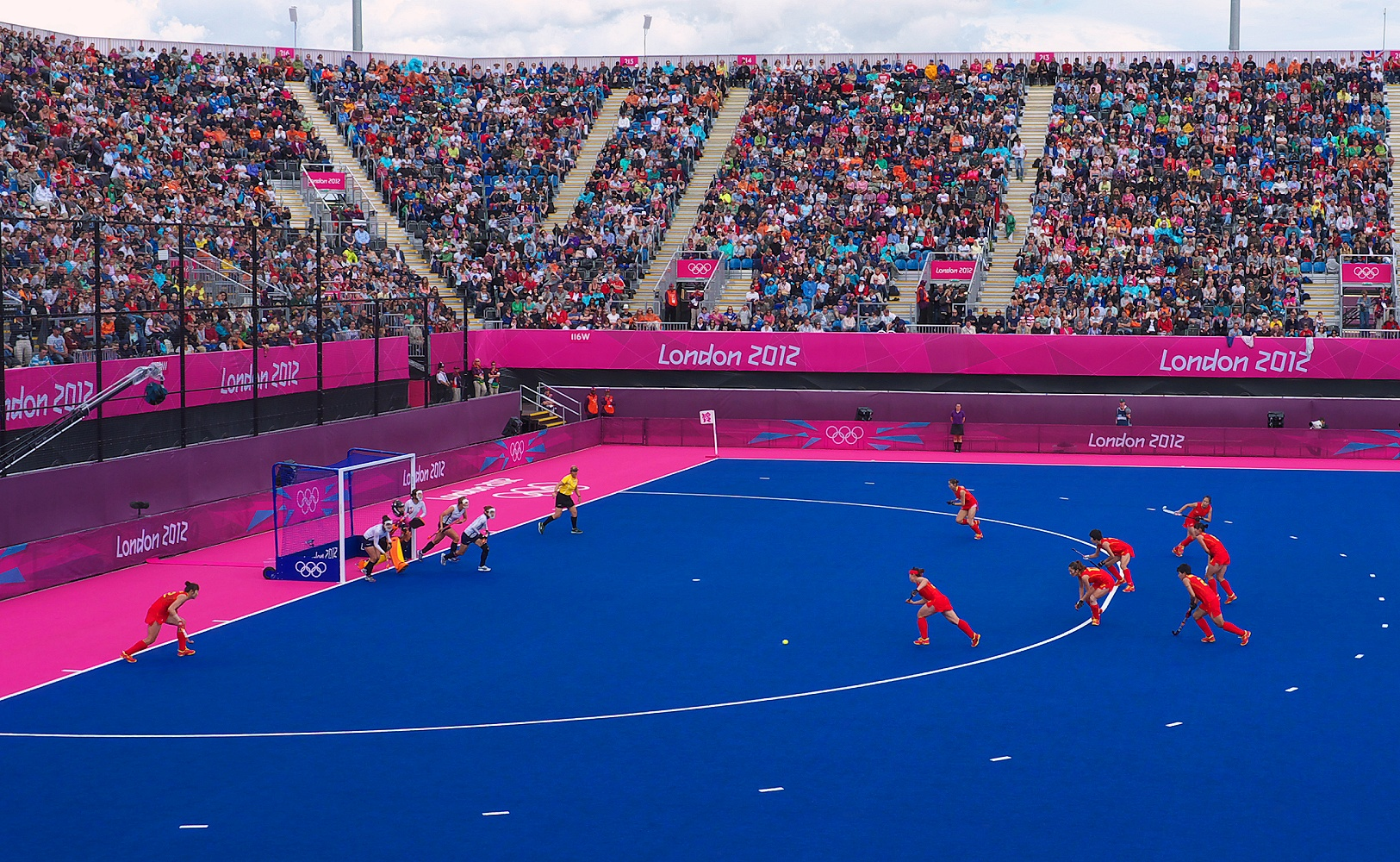
Strafcorner voor China tegen Zuid-Korea tijdens de Spelen in Londen 2012

De strafcorner wordt toegekend na een overtreding van een verdediger in de cirkel of na een zware of opzettelijke overtreding door een verdediger achter de 23-meterlijn, maar buiten de cirkel. Binnen de cirkel leidt zo'n overtreding tot een strafbal. Ook als een verdediger door een overtreding een doelpunt voorkomt volgt een strafbal. Bij een strafbal, ook wel strafpush geheten, moet de aanvaller de bal pushen vanaf de strafbalstip, terwijl de keeper met zijn voeten op de lijn moet staan. Strafballen worden ook genomen bij sommige toernooien als een wedstrijd in een gelijkspel is geëindigd: eerst komt dan een serie van vijf strafballen. Is er na vijf genomen strafballen nog geen winnaar, dan mogen de teams steeds elk één strafbal nemen totdat het ene team scoort en het andere niet. Het nemen van een serie strafballen is vanaf 2011 vervallen en vervangen door shoot-out series.
Een speler probeert bij een shoot-out in een duel met uitsluitend de keeper van de tegenpartij, in max. 8 seconden een doelpunt te maken. De speler start daarbij vanaf de 23-meterlijn. Dit werd tijdens de Olympische Spelen 2012 voor het eerst toegepast om een beslissing te forceren in de halve finale van het Nederlands damesteam tegen Nieuw-Zeeland. Nederland bereikte daarmee de finale.
Bij de strafcorner neemt de verdedigende partij plaats achter de achterlijn en de aanvallende buiten de cirkel. De verdedigende partij bestaat uit maximaal vijf spelers: een keeper, een eerste en een tweede uitloper, een lijnstopper en een vrije verdediger. De verdedigers mogen een masker op (een face-off) maar dat is niet verplicht. De aanvallende partij bestaat uit een aangever, een stopper en iemand die slaat of pusht, en andere spelers die diverse rollen hebben bij zogenaamde cornervarianten. Pas als de aangever de bal speelt mogen de verdedigers en de aanvallers de cirkel betreden. De bal moet buiten de cirkel worden gestopt en een geslagen bal telt alleen als deze op de plank van het doel terechtkomt. Bij een strafcorner mag niet worden gewisseld.

### Arbitrage
Omdat hockey op verschillende niveaus beoefend wordt, maakt men ook onderscheid in scheidsrechters.
Voor de jongste jeugd zijn deze scheidsrechters in feite spelleiders, bedoeld om de kinderen op een aangename en vooral veilige manier kennis te laten maken met het hockeyspel. Deze spelleiders leggen het spel met enige regelmaat stil om de kinderen aanwijzingen te geven. Een spelleider behoeft geen scheidsrechtersdiploma te hebben.
Het volgende niveau is clubscheidsrechter (CS). Hiervoor is wél een scheidsrechterskaart nodig, deze is te behalen op een examen dat door de club zelf wordt geregeld. Spelers worden door hun club vaak verplicht om voor hun 16e zo'n scheidsrechterskaart te behalen.  Clubscheidsrechters worden door hun vereniging aangewezen om competitiewedstrijden te leiden.
Voor clubscheidsrechters die fluiten leuk vinden en een hoger niveau willen bereiken, is het mogelijk om de opleiding tot clubscheidsrechter-plus (CS+) te volgen. Dit is een tussenvorm tussen de clubscheidsrechter en de bondsscheidsrechter. Tijdens de opleiding tot CS+ volgen de clubscheidsrechters een theoretische vervolgopleiding en moeten daarnaast gedurende een half tot een heel jaar elke week één of meerdere wedstrijden fluiten. CS+ scheidsrechters krijgen binnen een vereniging vaak de "zwaardere" wedstrijden, waarvoor geen bondsscheidsrechter vereist is, toegewezen. Op deze manier borgt een vereniging, dat betere scheidsrechters de zwaardere en moeilijkere wedstrijden fluiten en het niveau van arbitrage gewaarborgd wordt. CS+ scheidsrechters dragen een afwijkend tenue (groen met oranje) ten opzichte van de clubscheidsrechters en bondsscheidsrechters, waardoor zij als CS+ te herkennen zijn.
Scheidsrechters die hierna nog hogerop willen komen, volgen via de hockeybond een opleiding tot bondsscheidsrechter. Tijdens deze opleiding maakt de scheidsrechter met behulp van een begeleider een portfolio waarin hij aangeeft wat hij tijdens de opleiding heeft geleerd. Zijn er voldoende wedstrijden gefloten waarop de kwalificatie voldoende van toepassing is dan volgt een examen en een mogelijke benoeming tot bondsscheidsrechter. Op basis van een aantal beoordelingen gedurende een seizoen kunnen bondsscheidsrechters promoveren en ook degraderen. Binnen de districten is het maximaal te fluiten niveau dames promotieklasse en heren eerste klasse. Een vervolg daarop is het fluiten in de landelijke groep waar de wedstrijden van de dames hoofdklassen en de heren hoofd-, promotie- en overgangsklasse van scheidsrechters worden voorzien.
Een enkeling kwalificeert zich daarna nog voor de internationale arbitrage.

## Geschiedenis

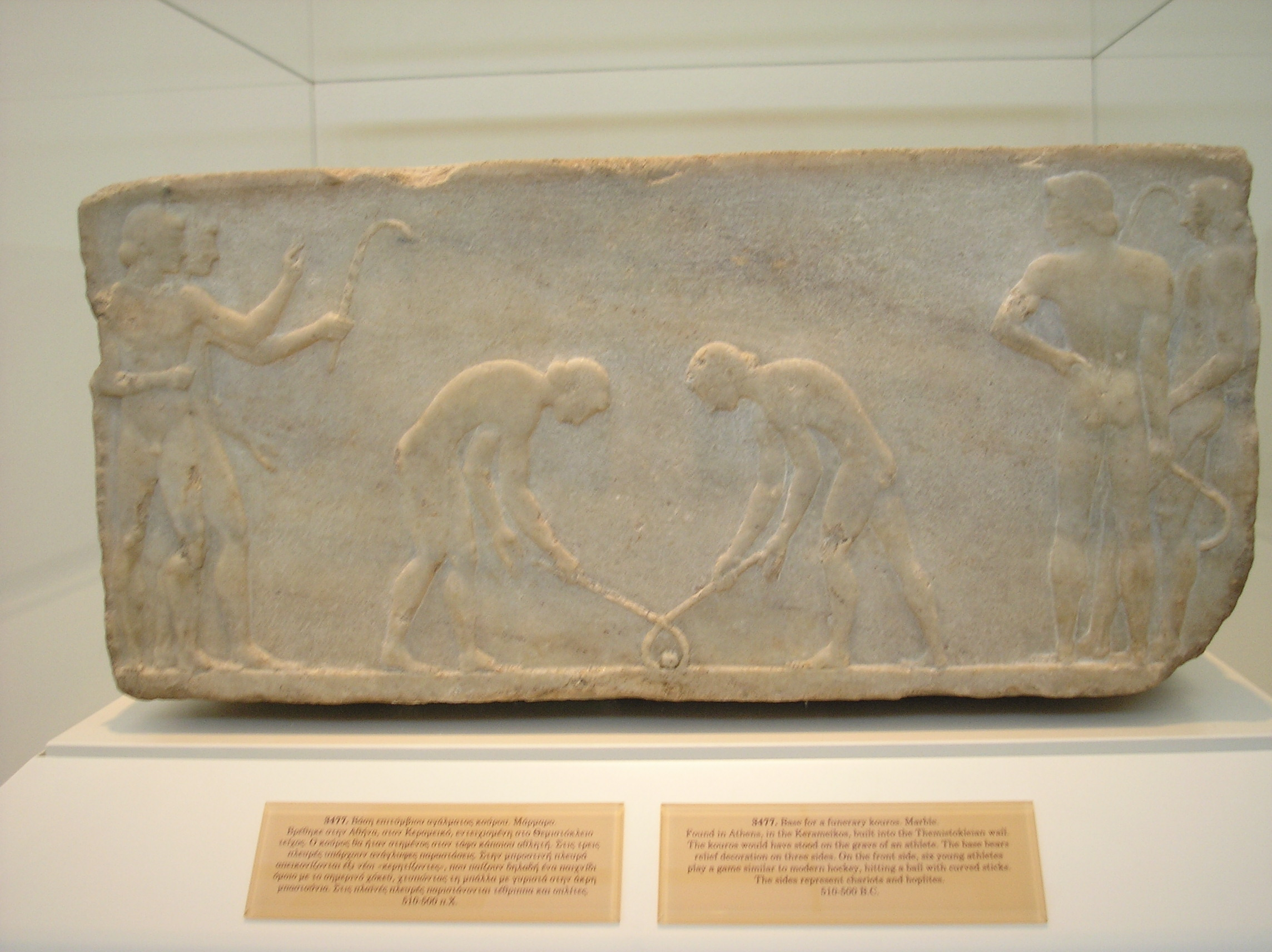
Marmeren reliëf uit 500 v.Chr.

Hockey is een sport die al duizenden jaren bestaat. Er bestaat een marmeren reliëf uit ca. 510-500 v.Chr., waarop duidelijk twee hockeyspelers te herkennen zijn. Het reliëf werd gevonden op de Kerameikos, de begraafplaats in het centrum van het oude Athene. Het bevindt zich nu in het Nationaal Archeologisch Museum van Athene.
De oorspronkelijke spelvarianten hadden feitelijk alleen het gebruik van een soort stok als overeenkomst; verder zijn allerlei verschillen te zien (het gebruik van paarden, het spelen door de lucht in plaats van over de grond, de afwezigheid van goals, enzovoort). Pas na de middeleeuwen werd de aanzet voor het ontstaan van hockey in de huidige vorm gegeven.
Op de verschillende Britse eilanden werd vanaf de 17e eeuw een van oorsprong Keltische sport bedreven onder verschillende benamingen. De Ieren noemden het hurling, de Engelsen kappan en de Schotten shinty. De variant die hieruit in Ierland ontstond, waarbij twee teams met een korte, platte stick de bal door de lucht in elkaars goal proberen te spelen, is in dat land nog altijd een van de nationale sporten.
In Engeland verplaatste de sport zich naar harde, vlakke speelvelden zoals het strand of ijs. Omdat op een hard speelveld de bal vooral over de grond werd gespeeld, werd de stick langer en aan de onderkant krommer. De Engelsen veranderden de naam in bandy-on-ice en later in hockey-on-ice (waarschijnlijk afkomstig van hook, oftewel krom). Aanvankelijk werd de sport alleen op ijs gespeeld, maar later werd in de warmere maanden ook getraind op gras. Al snel ontwikkelde zich uit deze trainingsactiviteiten het huidige hockey.
Tot 1926 werd het hockey in Nederland gespeeld volgens de Nederlandse regels, die nergens anders werden gehanteerd. Deze regels weken op veel punten af van de op dat moment internationale erkende spelregels. Zo had bijvoorbeeld de stick twee platte kanten en de bal mocht dan ook met beide kanten worden bespeeld. De bal was gemaakt van gevlochten touw en canvas en had een kenmerkende oranje kleur. Deze bal, informeel ook wel de sinaasappel genoemd, was groter dan normaal. De bal met de voet stoppen en de tegenstander met de stick haken werd niet bestraft. Buitenspel hield in dat de aanvaller de bal niet mocht aangespeeld krijgen als hij zich dichter bij de doellijn bevond dan minstens drie tegenstanders. Toen Nederland een hockeyteam bij de Olympische Spelen van 1928 die in Amsterdam werden gehouden wilde afvaardigen, dreigden deze spelregels problemen op te leveren. Vanaf 1924 speelden al enkele clubs met de internationale regels en waren er aparte competities voor internationale en voor Nederlandse regels. Met ingang van het seizoen 1926/27 schaften de NHBB en de NDHB de Nederlandse spelregels af.
In de loop der jaren heeft de hockeysport zich ontwikkeld tot de huidige vorm zoals we die nu kennen. Zo was de buitenspelregel tot 1996 gebruikelijk en maakte men in de jaren 70 kennis met kunstgras als ondergrond. Ook werd in de jaren 70 onder meer de inrol aan de zijlijn vervangen door de inpush. Vanaf 2008 mag een vrije slag en bal aan de zijlijn zelf lopend genomen worden. De stick was traditioneel van hout gemaakt en had door de jaren heen verschillende krommingen; in de jaren 90 maakte men kennis met de eerste carbonsticks. Ook heeft de strafcorner verschillende regelwijzigingen ondergaan, zoals bij het uitlopen en hoog inslaan. Nog steeds wordt er geëxperimenteerd met regelwijzigingen door de FIH, waardoor de hockeysport tot de meest progressieve sporten behoort als het om de spelregels gaat.

## Hockey in Nederland
In 1891 introduceerde Pim Mulier het hockey in Nederland. Kort daarna werden in Amsterdam, Haarlem en Den Haag de eerste hockeyclubs opgericht. Tussen 1998 en 2008 groeide het aantal hockeyers dat actief is in verschillende Nederlandse competities van 130.000 naar 200.000. Zij zijn lid van de Koninklijke Nederlandse Hockey Bond (KNHB), die op zijn beurt is aangesloten bij de Internationale Hockey Federatie (FIH). In Nederland bestaan verschillende competitievormen; de bekendste vorm is de landelijke reguliere veldcompetitie. Zo zijn er competities voor Junioren, Senioren (18+) en voor Veteranen (30+).

### Junioren

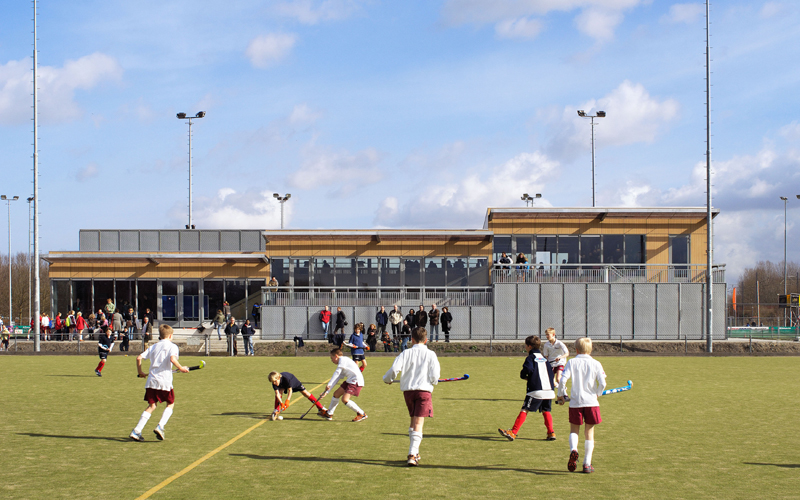
D-jeugd in een hockeywedstrijd

Bij de jeugd zijn er categorieën, die op leeftijd zijn ingedeeld in 6 groepen: De benamingen daarvan werden met ingang van het seizoen 2022-2023 gewijzigd en zijn nu genaamd O(nder) 18(maximum leeftijd 18 jaar), O16 (max. 16 jaar), O14(max. 14 jaar), O12 (max.12 jaar), O10(max. 10 jaar) en O8 (max 8 jaar). Voorheen waren deze categorieën resp. genaamd A t/m E. De jeugd speelt met vrijwel dezelfde regels wals de senioren. In de jongste jeugd (O10) wordt met minder spelers/speelsters (6 of 8) op een kwart of half veld gespeeld. In O8I wordt 3 tegen 3 gespeeld op een klein stukje veld, zodat de kinderen spelenderwijs leren hockeyen. Daarnaast duren de wedstrijden van de jongste junioren korter dan die van de volwassenen en de oudere jeugd. Vanaf O12 wordt er 4 x 17,5 (totaal 70) minuten gespeeld.

### Senioren
De hoogste afdeling van de Senioren staat bekend als de hoofdklasse: hierin wordt ieder jaar gestreden om het landskampioenschap hockey. Het bestaat, zowel bij de mannen als de vrouwen, uit twaalf teams. De op een na hoogste divisie heet sinds 2018 de promotieklasse en bestaat eveneens uit twaalf teams, waarna de overgangsklasse volgt waarin 24 teams in twee poules van 12 teams competitie spelen. Daaronder volgen de Eerste- tot en met de Vierde klasse. De Koninklijke Nederlandse Hockey Bond (KNHB) organiseert ook een zaalhockeycompetitie en een wintercompetitie (voor de "winterstop"-periode van december tot en met februari). Clubs organiseren daarnaast talloze toernooien en in de zomer zomeravondcompetities. Tevens wordt er in verschillende delen van het land bedrijfshockey in competitieverband gespeeld. Deze competitie loopt van september tot en met mei, met een winterstop in december en januari.

### Hockeyclubs
Voor een volledig overzicht van bestaande Nederlandse hockeyclubs zie Lijst van Nederlandse hockeyclubs.

### Stadions
In Nederland bevinden zich twee hockeystadions. Het oudste hockeystadion, het Wagener-stadion, is te vinden in het Amsterdamse Bos en dateert van 1939. Dit stadion wordt van oudsher gezien als het nationale hockeystadion van Nederland. Daarnaast bevindt zich een tweede hockeystadion in Rotterdam: Stadion Hazelaarweg, dat is geopend in 2001. In beide stadions worden regelmatig nationale en internationale wedstrijden en toernooien gespeeld.

### Het Nederlands elftal

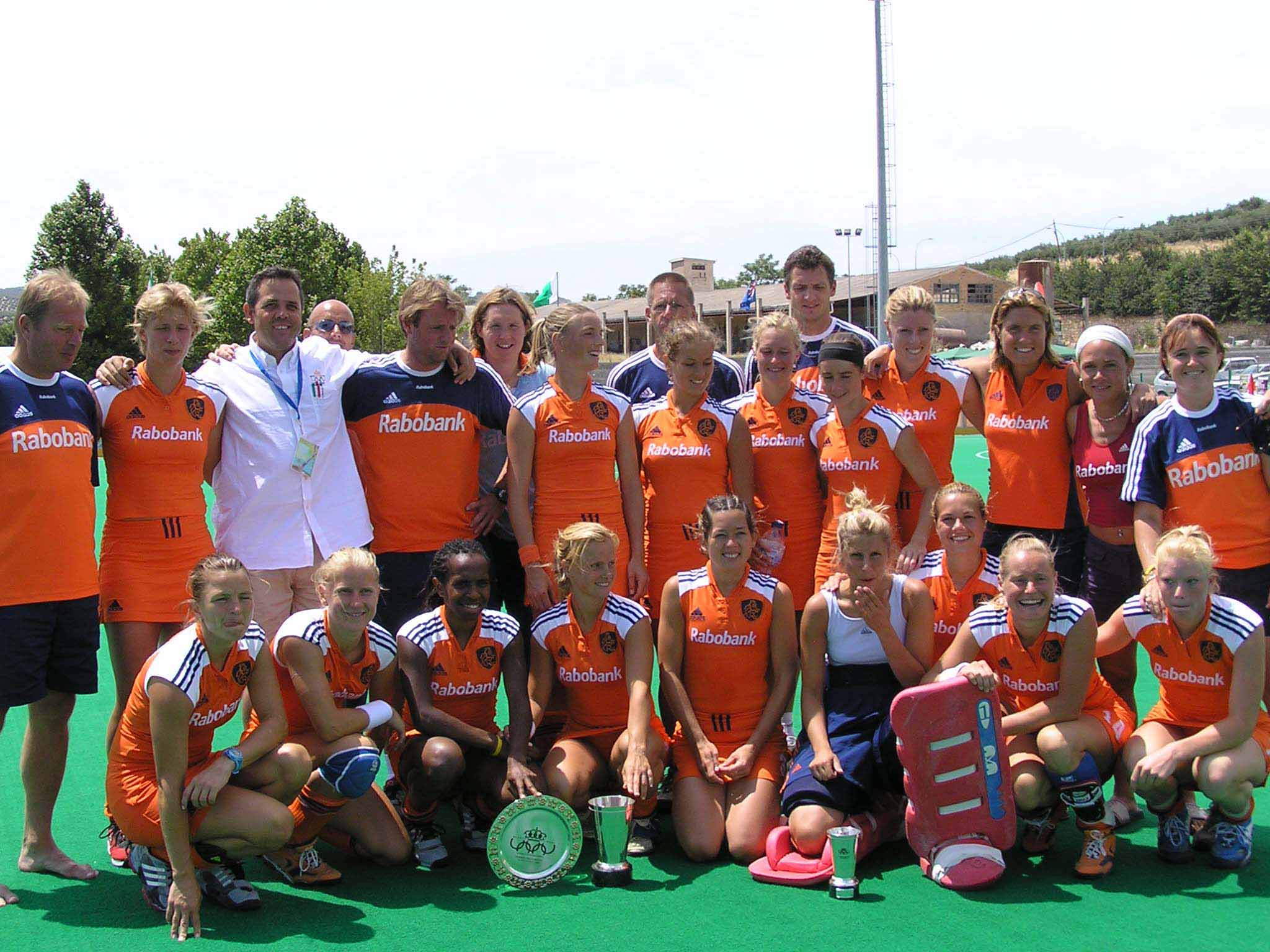
Nederlands vrouwenteam, Alcalá la Real, Jaén, Spanje

Zowel de Nederlandse mannen- als vrouwenploeg doet al jarenlang mee op het hoogste niveau. Beide teams wonnen in de loop der jaren de nodige prijzen, zoals de olympische titel (mannen in 1996 en 2000, vrouwen in 1984, 2008 en 2012) en de wereldtitel (mannen in 1973, 1990 en 1998, vrouwen in 1971, 1972, 1974, 1978, 1979, 1983, 1986, 1990, 2006 en 2014).
Voor een overzicht van Nederlandse internationals zie Lijst van Nederlandse hockeyinternationals. Daar staan ook de zogeheten Batavieren bij, een club die opgericht is voor oud-internationals en voor hockeyers die veel en belangrijke prestaties geleverd hebben op het hoogste niveau.

### Nederlandse hockeycoaches
Jules Ancion - Jan Anjema - Joost Bellaart - Rob Bianchi - Charly de Bock - Piet Bromberg - Anton Brouwer - Bert Bunnik - Ab van Grimbergen - Maurits Hendriks - Gijs van Heumen - Wim van Heumen - Michel van den Heuvel - Hans Jorritsma - Jo Jurissen - Roepie Kruize - Riet Küper - Marc Lammers - Roelant Oltmans - Jaap Quarles van Ufford - Toon Siepman - Cees Tania - Huib Timmermans - Rein de Waal - Bert Wentink - Joris Koning - Floris Donker - Paul van Ass - Max Caldas - Sjoerd Marijne - Alyson Annan

## Hockey internationaal

### Internationale toptoernooien voor landen
De grootste hockeytoernooien voor landen zijn de Olympische Spelen en het wereldkampioenschap. Beide worden om de 4 jaar gehouden. Daarnaast is er de tweejaarlijkse Hockey Pro League. Voormalige belangrijke toernooien waren de Champions Trophy en de Hockey World League.

#### Mondiale toernooien
- Olympische Zomerspelen (vanaf 1908)
- Wereldkampioenschap (mannen/vrouwen) (vanaf 1971)
- Hockey Pro League (vanaf 2018)
- Hockey Series (vanaf 2018)
- Champions Trophy (1978-2018)
- Hockey World League (2012-2017)
- Champions Challenge (2001-2014)
- Intercontinental Cup (1977-2006)
- Gemenebestspelen (vanaf 1998)

#### Continentale kampioenschappen
- Afrikaans kampioenschap hockey
- Aziatisch kampioenschap hockey
- Europees kampioenschap hockey (mannen/vrouwen)
- Oceanisch kampioenschap hockey
- Pan-Amerikaans kampioenschap hockey

#### Internationale invitatietoernooien
- Sultan Azlan Shah Cup
- Hamburg Masters

### Internationale toptoernooien voor clubs
- Euro Hockey League (mannen)
- Europacup I hockey (vrouwen)

### Internationale clubprijzen voor Nederlandse clubs

#### Mannen
- HC Klein Zwitserland won de Europa Cup 1 in 1979 en 1981
- Kampong won de Europa Cup 1 in 1986, de Europa Cup 2 in 1991 en de Euro Hockey League in 2016
- HC Bloemendaal won de Europa Cup 1 in 1987 en 2001 en de Europa Cup 2 in 2006 en de Euro Hockey League in 2009, 2013 en 2018
- HGC won de Europa Cup 1 in 1997 en de Europa Cup 2 in 1992 en 1993 en de Euro Hockey League in 2011
- Hockeyclub 's-Hertogenbosch won de Europa Cup 1 in 1999 en de Europa Cup 2 in 1998 en 2001
- Amsterdam won de Europa Cup 1 in 2005 en de Europa Cup 2 in 1999 en 2003
- Oranje Zwart won de Europa Cup 2 in 2002 en 2004 en de Euro Hockey League in 2015

#### Vrouwen
- Amsterdam won de Europa Cup 1 in 1975, 1976, 1977, 1978, 1979, 1980, 1981, 1982, 1988, 1989, 1990 en 1992, en de Europa Cup 2 in 1998, 1999, 2001, 2005, 2006 en 2009. Het won het Club Champions Cup in 2014
- HC Den Bosch won de Europa Cup 1 in 2000, 2001, 2002, 2003, 2004, 2005, 2006, 2007, 2008 en 2009. Het won het Club Champions Cup in 2010, 2011, 2013, 2016, 2017 en 2018
- HGC won de Europa Cup 1 in 1983, 1984, 1985, 1986, 1987, 1991 en 1994, en de Europa Cup 2 in 1993
- Kampong won de Europa Cup 1 in 1995 en 1996, en de Europa Cup 2 in 1997
- Laren won de Europa Cup 1 in 2012, de Europa Cup 2 in 2004 en de Club Champions Cup in 2012
- SCHC won de Club Champions Cup in 2015
- HC Rotterdam won de Europa Cup 2 in 2002 en 2003

## Hockey’s Shining Stars
Jaarlijks worden de beste hockeyspelers, -coaches en - scheidsrechters in verschillende categorieën bekendgemaakt door de FIH.

### Mannelijke speler van het jaar
| Jaar | Winnaar              | Land      |
| ---- | -------------------- | --------- |
| 2019 | Manpreet Singh       | India     |
| 2018 | Arthur Van Doren     | België    |
| 2017 | Arthur Van Doren     | België    |
| 2016 | John-John Dohmen     | België    |
| 2015 | Robert van der Horst | Nederland |
| 2014 | Mark Knowles         | Australië |
| 2013 | Tobias Hauke         | Duitsland |
| 2012 | Moritz Fürste        | Duitsland |
| 2011 | Jamie Dwyer          | Australië |
| 2010 | Jamie Dwyer          | Australië |
| 2009 | Jamie Dwyer          | Australië |
| 2008 | Pol Amat             | Spanje    |
| 2007 | Jamie Dwyer          | Australië |
| 2006 | Teun de Nooijer      | Nederland |
| 2005 | Teun de Nooijer      | Nederland |
| 2004 | Jamie Dwyer          | Australië |
| 2003 | Teun de Nooijer      | Nederland |
| 2002 | Michael Green        | Duitsland |
| 2001 | Florian Kunz         | Duitsland |
| 2000 | Stephan Veen         | Nederland |
| 1999 | Jay Stacy            | Australië |
| 1998 | Stephan Veen         | Nederland |

### Vrouwelijke speler van het jaar
| Jaar | Winnaar                    | Land                 |
| ---- | -------------------------- | -------------------- |
| 2019 | Eva de Goede               | Nederland            |
| 2018 | Eva de Goede               | Nederland            |
| 2017 | Delfina Merino             | Argentinië           |
| 2016 | Naomi van As               | Nederland            |
| 2015 | Lidewij Welten             | Nederland            |
| 2014 | Ellen Hoog                 | Nederland            |
| 2013 | Luciana Aymar              | Argentinië           |
| 2012 | Maartje Paumen             | Nederland            |
| 2011 | Maartje Paumen             | Nederland            |
| 2010 | Luciana Aymar              | Argentinië           |
| 2009 | Luciana Aymar Naomi van As | Argentinië Nederland |
| 2008 | Luciana Aymar              | Argentinië           |
| 2007 | Luciana Aymar              | Argentinië           |
| 2006 | Minke Booij                | Nederland            |
| 2005 | Luciana Aymar              | Argentinië           |
| 2004 | Luciana Aymar              | Argentinië           |
| 2003 | Mijntje Donners            | Nederland            |
| 2002 | Cecilia Rognoni            | Argentinië           |
| 2001 | Luciana Aymar              | Argentinië           |
| 2000 | Alyson Annan               | Australië            |
| 1999 | Natascha Keller            | Duitsland            |
| 1998 | Alyson Annan               | Australië            |

### Mannelijke keeper van het jaar
| jaar | Winnaar         | Land      |
| ---- | --------------- | --------- |
| 2019 | Vincent Vanasch | België    |
| 2018 | Vincent Vanasch | België    |
| 2017 | Vincent Vanasch | België    |
| 2016 | David Harte     | Ierland   |
| 2015 | David Harte     | Ierland   |
| 2014 | Jaap Stockmann  | Nederland |

### Vrouwelijke keeper van het jaar
| Jaar | Winnaar        | Land                |
| ---- | -------------- | ------------------- |
| 2019 | Rachael Lynch  | Australië           |
| 2018 | Maddie Hinch   | Verenigd Koninkrijk |
| 2017 | Maddie Hinch   | Verenigd Koninkrijk |
| 2016 | Maddie Hinch   | Verenigd Koninkrijk |
| 2015 | Joyce Sombroek | Nederland           |
| 2014 | Joyce Sombroek | Nederland           |

### Mannelijke belofte van het jaar
| Jaar | Winnaar              | Land                |
| ---- | -------------------- | ------------------- |
| 2019 | Nog onbekend         | Nog onbekend        |
| 2018 | Arthur De Sloover    | België              |
| 2017 | Arthur Van Doren     | België              |
| 2016 | Arthur Van Doren     | België              |
| 2015 | Christopher Rühr     | Duitsland           |
| 2014 | Gonzalo Peillat      | Argentinië          |
| 2013 | Christopher Rühr     | Duitsland           |
| 2012 | Florian Fuchs        | Duitsland           |
| 2011 | Matthew Swann        | Australië           |
| 2010 | Tobias Hauke         | Duitsland           |
| 2009 | Ashley Jackson       | Verenigd Koninkrijk |
| 2008 | Eddie Ockenden       | Australië           |
| 2007 | Mark Knowles         | Australië           |
| 2006 | Christopher Zeller   | Duitsland           |
| 2005 | Robert van der Horst | Nederland           |
| 2004 | Santi Freixa         | Spanje              |
| 2003 | Grant Schubert       | Australië           |
| 2002 | Jamie Dwyer          | Australië           |
| 2001 | Tibor Weissenborn    | Duitsland           |

### Vrouwelijke belofte van het jaar
| Jaar | Winnaar              | Land                |
| ---- | -------------------- | ------------------- |
| 2019 | Nog onbekend         | Nog onbekend        |
| 2018 | Lucina von der Heyde | Argentinië          |
| 2017 | Maria Granatto       | Argentinië          |
| 2016 | Maria Granatto       | Argentinië          |
| 2015 | Lily Owsley          | Verenigd Koninkrijk |
| 2014 | Florencia Habif      | Argentinië          |
| 2013 | Maria Verschoor      | Nederland           |
| 2012 | Anna Flanagan        | Australië           |
| 2011 | Stacey Michelsen     | Nieuw-Zeeland       |
| 2010 | Zhao Yudiao          | China               |
| 2009 | Casey Eastham        | Australië           |
| 2008 | Maartje Paumen       | Nederland           |
| 2007 | Maike Stöckel        | Duitsland           |
| 2006 | Mi Hyun Park         | Zuid-Korea          |
| 2005 | Maartje Goderie      | Nederland           |
| 2004 | Soledad Garcia       | Argentinië          |
| 2003 | Maartje Scheepstra   | Nederland           |
| 2002 | Soledad Garcia       | Argentinië          |
| 2001 | Angie Skirving       | Australië           |

### Mannelijke coach van het jaar
| Jaar | Winnaar                 | Land                     |
| ---- | ----------------------- | ------------------------ |
| 2019 | Nog onbekend            | Nog onbekend             |
| 2018 | Shane McLeod            | Nieuw-Zeeland            |
| 2017 | Shane McLeod Max Caldas | Nieuw-Zeeland Argentinië |
| 2016 | Danny Kerry             | Verenigd Koninkrijk      |
| 2015 | Craig Fulton            | Zuid-Afrika              |
| 2014 | Ric Charlesworth        | Australië                |

### Vrouwelijke coach van het jaar
| Jaar | Winnaar      | Land                |
| ---- | ------------ | ------------------- |
| 2019 | Nog onbekend | Nog onbekend        |
| 2018 | Alyson Annan | Australië           |
| 2017 | Alyson Annan | Australië           |
| 2016 | Karen Brown  | Verenigd Koninkrijk |
| 2015 | Karen Brown  | Verenigd Koninkrijk |
| 2014 | Max Caldas   | Argentinië          |

### Mannelijke scheidsrechter van het jaar
| Jaar | Winnaar          | Land         |
| ---- | ---------------- | ------------ |
| 2019 | Nog onbekend     | Nog onbekend |
| 2018 | Marcin Grochal   | Polen        |
| 2017 | John Wright      | Zuid-Afrika  |
| 2016 | Christian Blasch | Duitsland    |
| 2015 | Nathan Stagno    | Gibraltar    |

### Vrouwelijke scheidsrechter van het jaar
| Jaar | Winnaar          | Land                |
| ---- | ---------------- | ------------------- |
| 2019 | Nog onbekend     | Nog onbekend        |
| 2018 | Michelle Meister | Duitsland           |
| 2017 | Sarah Wilson     | Verenigd Koninkrijk |
| 2016 | Laurine Delforge | België              |
| 2015 | Michelle Joubert | Zuid-Afrika         |

### Medaillespiegel aller tijden
| Positie | Land                | Aantal                          |
| ------- | ------------------- | ------------------------------- |
| Goud    | Nederland           | 23                              |
| Zilver  | Australië           | 20                              |
| Brons   | Argentinië          | 19                              |
| 4       | Duitsland           | 14                              |
| 5       | België              | 9                               |
| 6       | Verenigd Koninkrijk | 8                               |
| 7       | Nieuw-Zeeland       | 3                               |
| 7       | Zuid-Afrika         | 3                               |
| 9       | Spanje              | 2                               |
| 9       | Ierland             | 2                               |
| 11      | China               | 1                               |
| 11      | Zuid-Korea          | 1                               |
| 11      | Polen               | 1                               |
| 11      | Gibraltar           | 1                               |
| Totaal  | 14 landen           | 107 (incl. 2 gedeelde winnaars) |